# Paulo Renato Souza
Paulo Renato Costa Souza GOMM (Porto Alegre, 10 de setembro de 1945 — São Roque, 25 de junho de 2011) foi um professor, acadêmico, economista e político brasileiro filiado ao Partido da Social Democracia Brasileira (PSDB).

## Biografia
Paulo Renato costa ocupou numerosos cargos públicos e executivos no Brasil e no exterior, incluindo o de gerente de Operações do Banco Interamericano de Desenvolvimento (BID) em Washington, Secretário da Educação do estado de São Paulo de 25 de Julho de 1985 até 1986, no final do governo Franco Montoro e de reitor da Universidade Estadual de Campinas (1987–1991) durante o governo Quércia.
Durante os anos 1970 serviu à Organização Internacional do Trabalho (OIT) como diretor-associado do Programa Regional do Emprego para a América Latina e o Caribe, e outras agências da Organização das Nações Unidas (ONU). Como funcionário da OIT, Paulo Renato tinha passaporte diplomático. Assim ajudou a livrar várias pessoas da prisão e da violência política no Chile - inclusive seu amigo José Serra -, após o golpe de estado no Chile em 1973. "Nos três dias que se seguiram ao golpe, 17 pessoas ficaram escondidas em minha casa, que tinha uns 100 m² de área no máximo, enquanto mantínhamos contato com várias embaixadas em busca de asilo político. Meu passaporte diplomático da OIT era a salvação. Mas quase acabei preso", recordava.
Formado em Economia pela Universidade Federal do Rio Grande do Sul (UFRGS), obteve o seu mestrado na Universidade do Chile e o doutorado na Universidade Estadual de Campinas (Unicamp) – na qual também tornou-se professor-titular de Economia.
Foi um dos fundadores do Partido da Social Democracia Brasileira (PSDB) em 1988, e foi o ministro da Educação durante o governo Fernando Henrique Cardoso de 1 de janeiro de 1995 a 31 de dezembro de 2002. Dentre as suas maiores realizações à frente do ministério da Educação, estão a Universalização do acesso no Ensino Fundamental, o Exame Nacional do Ensino Médio (ENEM) e o Sistema Nacional de Avaliação da Educação Básica (Saeb). Em seu primeiro ano no ministério, Souza foi admitido por FHC à Ordem do Mérito Militar no grau de Grande-Oficial especial.
Por outro lado, durante o tempo que este estava em ofício, a educação federal encarou uma enorme escassez de recursos, a qual resultou em uma greve com a participação de todas as instituições educacionais federais em todo Brasil, começando nos meados de 2001 e terminando no primeiro trimestre de 2002.[carece de fontes?]

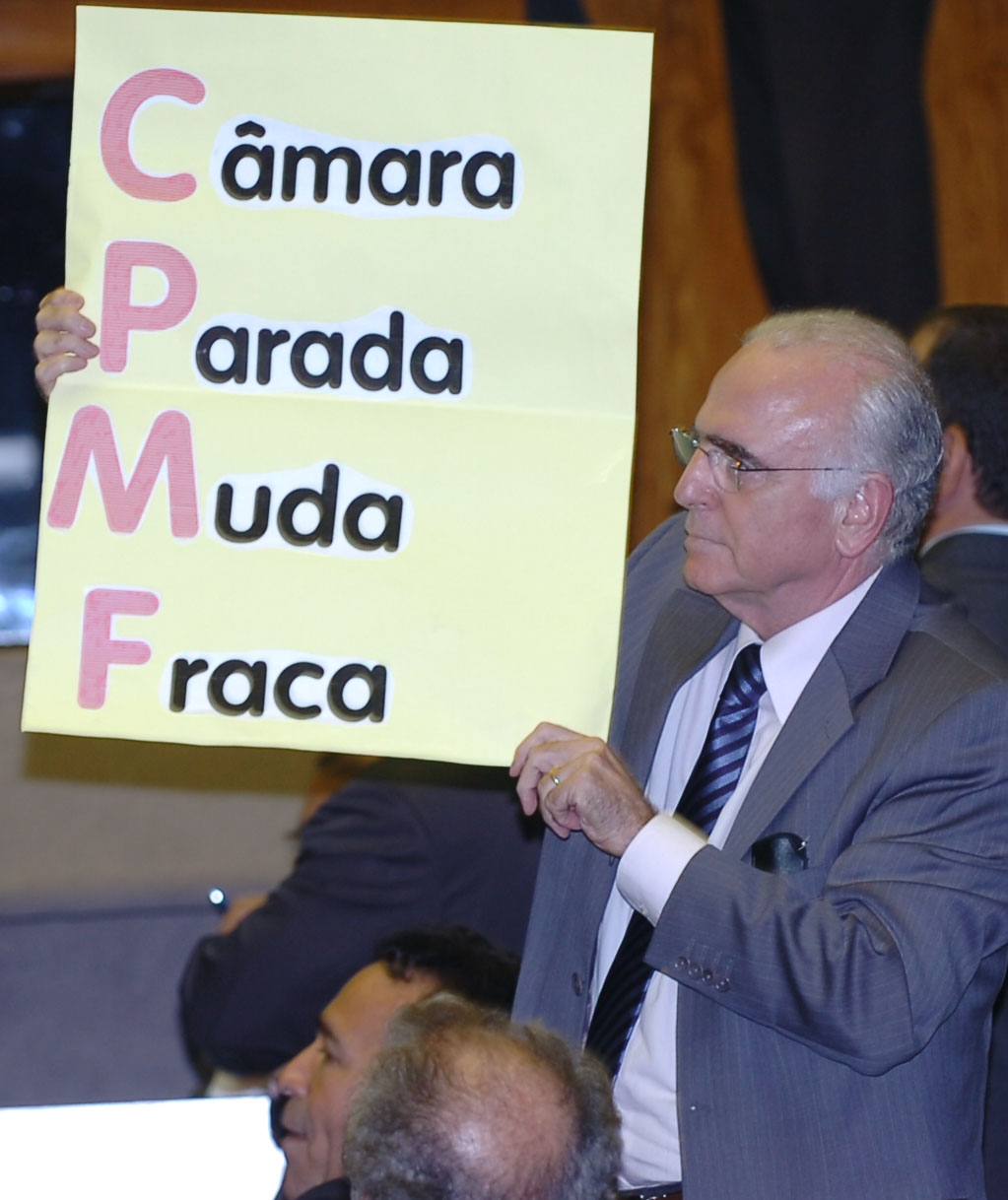
Paulo Renato, na Câmara dos Deputados, em 2007.

Em 2006 foi eleito deputado federal pelo PSDB de São Paulo. Em 27 de março de 2009 licenciou-se do mandato de deputado federal para assumir a secretaria de Educação do estado de São Paulo no governo José Serra (PSDB), substituindo Maria Helena Guimarães de Castro.
Em 16 de dezembro de 2010, pediu demissão do cargo de Secretário da Educação de São Paulo. Havia a expectativa de que permaneceria no cargo, mas, diante da  demora de o governador eleito Geraldo Alckmin definir o nome do secretário da pasta, Paulo Renato concluiu que seria substituído. Em seu lugar, assumiu o secretário-adjunto  Paulo Renato Fernando Padula, que permaneceu apenas 2 semanas no cargo, até Alckmin ser empossado como governador do Estado e nomear o novo Secretário da Educação, Herman Voorwald.
Paulo Renato também fez parte do Conselho Consultivo da Fundação Santillana, uma instituição espanhola com atuação também na América Latina.

### Morte
Paulo Renato faleceu após sofrer um infarto, enquanto dançava com uma amiga, durante o feriado de Corpus Christi, em um resort na cidade de  São Roque, no interior de São Paulo. Desmaiou e foi levado às pressas ao Hospital Unimed no Bairro de Lourdes, em São Roque, mas, quando lá chegou, já estava morto.
Paulo Renato deixou um filho, Renato, e duas filhas, Maria Tereza e Maria Luísa, do seu primeiro casamento,  com a gaúcha Giovanna Xavier Souza, sua companheira por 32 anos.
Entre 2002 e 2009, Paulo Renato foi casado com a economista carioca Carla Grasso, ex-secretária da Previdência Complementar no governo FHC, e posteriormente diretora da Vale S.A., em 1997, logo após a privatização da empresa, até abril de 2011.